# Mỹ Lộc, thành phố Nam Định
Mỹ Lộc là một xã thuộc thành phố Nam Định, tỉnh Nam Định, Việt Nam.

## Địa lý
Xã Mỹ Lộc nằm ở phía tây thành phố Nam Định, có vị trí địa lý:
- Phía đông giáp các phường Hưng Lộc, Lộc Hòa và xã Mỹ Thắng
- Phía tây giáp xã Mỹ Thuận, huyện Vụ Bản và tỉnh Hà Nam
- Phía nam giáp huyện Vụ Bản
- Phía bắc giáp xã Mỹ Hà và tỉnh Hà Nam.

Xã Mỹ Lộc có diện tích 16,92 km², dân số năm 2022 là 15.909 người, mật độ dân số đạt 940 người/km².

## Lịch sử
Địa bàn xã Mỹ Lộc trước đây vốn là ba xã Mỹ Tiến, Mỹ Thịnh, Mỹ Thành thuộc huyện Mỹ Lộc.
Sau năm 1945, các xã Mỹ Thành, Mỹ Thịnh, Mỹ Tiến thuộc huyện Mỹ Lộc.
Ngày 21 tháng 4 năm 1965, Ủy ban Thường vụ Quốc hội ban hành Quyết định số 103-NQ-TVQH về việc thành lập tỉnh Nam Hà trên cơ sở tỉnh Hà Nam và tỉnh Nam Định. Khi đó, 3 xã: Mỹ Thành, Mỹ Thịnh, Mỹ Tiến thuộc huyện Mỹ Lộc, tỉnh Nam Hà.
Ngày 13 tháng 6 năm 1967, Hội đồng Chính phủ ban hành Quyết định số 76-CP về việc sáp nhập huyện Mỹ Lộc vào thành phố Nam Định. Khi đó, 3 xã: Mỹ Thành, Mỹ Thịnh, Mỹ Tiến thuộc thành phố Nam Định.
Ngày 27 tháng 12 năm 1975, Quốc hội ban hành Nghị quyết về việc thành lập tỉnh Hà Nam Ninh trên cơ sở tỉnh Nam Hà và tỉnh Ninh Bình. Khi đó, 3 xã: Mỹ Thành, Mỹ Thịnh, Mỹ Tiến thuộc thành phố Nam Định, tỉnh Hà Nam Ninh.
Ngày 27 tháng 4 năm 1977, Hội đồng Chính phủ ban hành Quyết định số 125-CP về việc sáp nhập 3 xã: Mỹ Thành, Mỹ Thịnh, Mỹ Tiến thuộc thành phố Nam Định vào huyện Bình Lục.
Ngày 26 tháng 12 năm 1991, Quốc hội ban hành Nghị quyết về việc chia tỉnh Hà Nam Ninh thành tỉnh Nam Hà và tỉnh Ninh Bình. Khi đó, 3 xã: Mỹ Thành, Mỹ Thịnh, Mỹ Tiến thuộc huyện Bình Lục, tỉnh Nam Hà.
Ngày 6 tháng 11 năm 1996, Quốc hội ban hành Nghị quyết về việc chia tỉnh Nam Hà thành tỉnh Nam Định và tỉnh Hà Nam. Khi đó, chuyển 3 xã: Mỹ Thành, Mỹ Thịnh, Mỹ Tiến thuộc huyện Bình Lục của tỉnh Hà Nam về thành phố Nam Định quản lý.
Ngày 26 tháng 2 năm 1997, Chính phủ ban hành Nghị định số 19-CP về việc chuyển 3 xã: Mỹ Thành, Mỹ Thịnh, Mỹ Tiến thuộc thành phố Nam Định về huyện Mỹ Lộc mới thành lập quản lý.
Ngày 14 tháng 11 năm 2003, Chính phủ ban hành Nghị định số 137/2003/NĐ-CP về việc thành lập thị trấn Mỹ Lộc trên cơ sở điều chỉnh 177,14 ha diện tích tự nhiên và 1.587 nhân khẩu của xã Mỹ Thịnh; 70,32 ha diện tích tự nhiên và 517 nhân khẩu của xã Mỹ Thành.
Xã Mỹ Thịnh còn lại 550,75 ha diện tích tự nhiên và 3.764 nhân khẩu.
Xã Mỹ Thành còn lại 579,94 ha diện tích tự nhiên và 4.339 nhân khẩu.
Ngày 2 tháng 12 năm 2021, HĐND tỉnh Nam Định ban hành Nghị quyết số 63/2021/NQ-HĐND về việc:
1. Xã Mỹ Thành
- Thành lập thôn Cao Đài 1 trên cơ sở 3 xóm: 1, 2, 3.
- Thành lập thôn Cao Đài 2 trên cơ sở 3 xóm: 4, 5, 7.
- Thành lập thôn Phấn Đài trên cơ sở thôn Động Phấn và Xóm 6.
- Thành lập thôn Đa Mễ trên cơ sở thôn Đa Mễ Đông và thôn Đa Mễ Tây.

2. Xã Mỹ Thịnh
- Thành lập thôn Khả Lực trên cơ sở 3 xóm: Trung, Đình, Bến.
- Thành lập Thôn Bún trên cơ sở thôn Liêm Trại và thôn Liêm Thôn.
- Thành lập thôn Tiểu Liêm trên cơ sở 3 xóm: Đông, Nam, Bắc.

3. Xã Mỹ Tiến
- Sáp nhập xóm Bãi Ngoài vào thôn Lang Xá.

Tính đến ngày 31/12/2022, xã Mỹ Thành có 5,79 km² diện tích tự nhiên và quy mô dân số là 4.985 người; xã Mỹ Thịnh có 5,31 km² diện tích tự nhiên và quy mô dân số là 4.887 người; xã Mỹ Tiến có 5,82 km² diện tích tự nhiên và quy mô dân số 6.037 người.
Ngày 23 tháng 7 năm 2024, Ủy ban Thường vụ Quốc hội ban hành Nghị quyết số 1104/NQ-UBTVQH15 về việc sắp xếp đơn vị hành chính cấp huyện, cấp xã trên địa bàn tỉnh Nam Định (nghị quyết có hiệu lực từ ngày 1 tháng 9 năm 2024). Theo đó:
- Sáp nhập huyện Mỹ Lộc vào thành phố Nam Định.
- Thành lập xã Mỹ Lộc trên cơ sở nhập toàn bộ diện tích tự nhiên là 5,79 km², quy mô dân số là 4.985 người của xã Mỹ Thành; toàn bộ diện tích tự nhiên là 5,31 km², quy mô dân số là 4.887 người của xã Mỹ Thịnh và toàn bộ diện tích tự nhiên là 5,82 km², quy mô dân số là 6.037 người của xã Mỹ Tiến.

Sau khi thành lập, xã Mỹ Lộc có diện tích tự nhiên là 16,92 km² và quy mô dân số là 15.909 người.